# زیردریایی اس-۱۸۹
زیردریایی اس-۱۸۹ (به انگلیسی: Soviet submarine S-189) یک زیردریایی بود که طول آن ۷۶ متر (۲۴۹ فوت ۴ اینچ) بود.